# Sebastian Heidel
Sebastian Heidel (* 25. Mai 1989 in Zwickau) ist ein ehemaliger deutscher Fußballspieler. Der Mittelfeldspieler spielte zuletzt für den FC Eilenburg.

## Karriere
Heidel  spielte in seiner Jugend für den FC Grün-Weiß Piesteritz, den Halleschen FC und für den FC Carl Zeiss Jena. Im Sommer 2008 absolvierte er in der 3. Fußball-Liga ein Spiel für den FC Carl Zeiss und trat ansonsten für die zweite Mannschaft an. Im Sommer 2009 wechselte er in die Oberliga zum VfL Halle 1896. Nach einem Jahr ging er zum VfB Lübeck. Dort wurde er sowohl in der ersten als auch in der zweiten Mannschaft eingesetzt.
Nach der Saison 2013/14 verließ Heidel die Lübecker berufsbedingt und schloss sich im Oktober 2014 dem sächsischen Landesligisten FC Eilenburg an. Nach der Saison 2016/17 stieg er mit der Mannschaft in die NOFV-Oberliga Süd auf.
Nach der Saison 2020/21, welche aufgrund der COVID-19-Pandemie vorzeitig abgebrochen wurde, beendete er seine aktive Karriere.
Danach blieb er beim FC Eilenburg und wurde Co-Trainer der 1. Mannschaft.